# Locomotiva FS 474
La locomotiva gruppo 474 era una locomotiva a vapore delle Ferrovie dello Stato acquisita in conto riparazioni di guerra, nel 1919, in seguito al Trattato di Versailles. Il gruppo 474 era composto di un solo esemplare.

## Storia
Costruito da Hartman nel 1918, l'esemplare pervenuto alle FS,  ex classe XI HV delle Königlich Sächsische Staatseisenbahnen (Ferrovie Reali della Sassonia) era quasi nuovo di fabbrica. Faceva parte del gruppo di macchine (Sächsische XI HV) che nelle Deutsche Reichsbahn furono classificate nel gruppo 57.2. La numerazione di origine della macchina pervenuta in Italia era N° 894 e fu classificata come 474.001. La macchina fu ritirata dal servizio già nei primi anni trenta per difficoltà di reperimento di ricambi. Le necessità belliche del secondo conflitto mondiale ne causarono la rimessa in servizio: fu utilizzata a Bussoleno per le spinte fino al tunnel del Frejus. Fu definitivamente ritirata dal servizio e radiata nel 1948.
Secondo certa letteratura tedesca, vi sarebbero stati altri cinque (o forse sei) esemplari giunti in Italia e classificati 474.002-006 (o 007). Sarebbero state macchine della ex classe XI V delle Königlich Sächsische Staatseisenbahnen, ed avrebbero avuto i numeri 804, 813, 816, 833 e 845. Tuttavia questa indicazione pare confutata dal fatto che la macchina N° 816 (che secondo le fonti tedesche sarebbe divenuta la 474.004) sia stata forza presso le Căile Ferate Române (Ferrovie Rumene), e che probabilmente non sia mai giunta in Italia. Probabilmente uguale fu la sorte delle altre quattro, visto che le fonti italiane concordano nell'indicare la presenza della sola 474.001 nel parco FS.

## Caratteristiche
La macchina aveva lo stesso rodiggio delle G10 prussiane inquadrate nel gruppo 473, ma rispetto a queste era più potente.  Era provvista di un preriscaldatore dell'acqua ed aveva un motore bicilindrico a doppia espansione.